# Paray-Douaville
Paray-Douaville è un comune francese di 242 abitanti situato nel dipartimento degli Yvelines nella regione dell'Île-de-France.

## Società

### Evoluzione demografica
Abitanti censiti